# راسل وونغ
راسل جيرارد وونغ (بالصينية: 王盛德;) هو ممثل أمريكي ولد في يوم 1 مارس 1963 في بلدة تروي في نيويورك. بدأ التمثيل في سنة في سنة 1985 ومثل في عدة أفلام ومسلسلات مثل فيلم فتاة الصين ونيو جاك سيتي وذا جوي لوك كلاب وروميو يجب أن يموت والمومياء: قبر إمبراطور التنين.